# Christian Felix Ackens
Christian Felix Ackens (* 24. Januar 1816 in Montjoie, Herzogtum Jülich; † 18. März 1886 in Aachen, Königreich Preußen, Deutsches Kaiserreich) war ein deutscher Chorleiter, Komponist und Vereinsfunktionär. Er hatte zu seiner Zeit große Bedeutung im Vereinsleben Aachens und war Präsident des Rheinischen Sängerbunds.

## Leben

### Gründung des Männergesangvereins Concordia und musikalische Aktivitäten
Am 18. November 1839 wurde in Aachen der Männergesangverein Concordia mit zwanzig Mitgliedern gegründet. Christian Felix Ackens war Gründer und erster Dirigent des Chores. Anfangs veranstaltete man kleine Soireen und Konzerte. Im Laufe der Zeit kamen Wohltätigkeitskonzerte mit beträchtlichen Zuschauerzahlen hinzu. 1843 war Ackens Gründungsmitglied des Instrumentalvereins. Ab 1847 gestaltete Ackens mit Concordia eine Abonnementreihe von drei Konzerten mit Orchester im Winterhalbjahr, die das musikalische Leben Aachens bereichern sollten. Der Chor nahm in den nächsten Jahren mit Erfolg an mehreren Chorwettbewerben in Belgien teil.

### Erfolge und Ehrungen
1860 gewann Ackens mit der Concordia den Grand Prix d’Honneur bei einem Chorwettbewerb in Lüttich. Am 20. März 1861 veranstaltete der Männergesangverein Concordia eine Feier, die der Anerkennung ihres Dirigenten Felix Ackens galt. Der Chor hatte gerade einen Chorwettbewerb in Lüttich gewonnen, und ehrte Ackens für dessen zweiundzwanzigjährige Tätigkeit als Dirigent des Chors.  1863 veranstaltete die Concordia ein Sängerfest mit Chorwettbewerb, an welchem 62 in- und ausländische Vereine mit 3000 Sängern teilnahmen und ein zweites Sängerfest, das erste des Rheinischen Sängerbundes überhaupt, mit 1000 Sängern.

### Jubiläumsfeier und Festkonzerte (1864)
Am 20. und 21. November 1864 feierte der Männergesangverein Concordia sein fünfundzwanzigjähriges Bestehen und Ackens sein fünfundzwanzigjähriges Chorleiterjubiläum mit einem Gottesdienst im Münster, einer Feier und zwei Festkonzerten. Im Jubiläumsjahr hatte der Chor 115 singende Mitglieder. Bei den beiden Konzerten wirkten 391 Sänger und 75 Instrumentalisten mit. Die Leitung hatte Ackens. Unter anderem wurden der Bacchus-Chor aus Antigone von Felix-Mendelssohn-Bartholdy, Szenen aus der Frithjofssage op. 23 von Max Bruch, der 98. Psalm von Franz Wüllner und Dithyrambe von Julius Rietz aufgeführt. Wüllner und Bruch dirigierten ihre Werke selbst. Auch das Weihelied, eine Komposition Ackens’ für Soloquartett und Männerchor, kam nur von den Sängern der Concordia gesungen zur Aufführung. Höhepunkt des zweiten Konzertes war der Geiger Joseph Joachim mit den Interpretationen von Beethovens Violinkonzert op. 61 und dem Konzert in Form einer Gesangsszene Nr. 8 op. 47 von Louis Spohr. Im Rahmen der Feierlichkeiten wurde Christian Felix Ackens die Insignien des Kronenordens IV. Klasse überreicht.

### Öffentliche Gesangsauftritte und Zusammenarbeit mit Franz Wüllner
Ackens trat auch als Sänger an die Öffentlichkeit. Beim Rheinischen Musikfest 1857 sang Ackens, nachdem der engagierte Bassist Franz Dalle Aste aus Krankheitsgründen ausgefallen war, Teile der Basspartie bei einer Aufführung des Messias und die Basspartie in Schumanns Des Sängers Fluch unter der Leitung von Franz Liszt. Am 16. Juni 1859 sang Ackens die Basspartie im Sommer aus den Jahreszeiten von Joseph Haydn bei einem städtischen Konzert in Aachen unter der Leitung von Franz Wüllner. Am 3. April 1860 sang Ackens bei einer Aufführung der Matthäus-Passion Johann Sebastian Bachs im großen Saal des Kurhauses unter der Leitung von Franz Wüllner die Basspartie und am 3. Juni 1860 in einer Aufführung der Schöpfung unter der Leitung von Franz Wüllner die Basspartie. Im Herbst 1862 sang Ackens die Basspartie in Händels Oratorium Athalia unter der Leitung Franz Wüllners und im Frühjahr 1863 abermals die Basspartie bei einer Aufführung der Matthäus-Passion Johann Sebastian Bachs unter der Leitung Franz Wüllners. Mit Franz Wüllner stand er in regem Briefkontakt.

### Vielseitiges Engagement und Ehrenämter
Ackens wurde Präsident des Rheinischen Sängerbunds und war lange Jahre Schriftführer der Niederrheinischen Musikfeste. Er war langjähriges Vorstandsmitglied im Quartettverein für Kammermusik und Mitglied im Cäcilienverein. Er leitete zeitweise die Münstermusik und war Mitglied im katholischen Verein Constantia.
Dreißig Jahre lang war Ackens Bureauchef in einem Aachener Fabriketablissement. Kommunalpolitisch war Ackens eine Zeit lange als Aachener Stadtverordneter tätig. Ackens engagierte sich bei mehreren, weiteren Aachener Vereinen. 1845 trat er der Erholungs-Gesellschaft bei. Er war auch im Aachener Karneval aktiv und war Vorstandsmitglied der Florresei. Auf seine Mitinitiative wurde am 9. Dezember 1859 der Neue Aachener Carnevalsverein gegründet und Ackens wurde dessen erster Präsident.

### Krankheit und Tod
1885 erkrankte er an einem Lungenleiden. Daraufhin begab er sich zu Kuraufenthalten nach Neuenahr und Ems. Von dieser Erkrankung erholte er sich nicht mehr und er starb in den frühen Morgenstunden des 18. März 1886 in seiner Wohnung in der Jesuitenstrasse 15.

## Gedenken und Rezeption
Seine Beerdigung fand unter Teilnahme vieler Vereine am 21. März 1886 statt. Der Leichenzug führte von seinem Wohnhaus zum katholischen Friedhof und wurde von mehreren Chören mit Gesängen und von der Mohrschen Kapelle mit Trauermärschen begleitet. Anwesend waren Abgeordnete aus Mönchengladbach, Köln und Montjoe. Auch die Beerdigung wurde von den Chören gestaltet. Die feierlichen Exequien fanden in der Pfarrkirche St. Michael am 23. März 1886 statt. Am 29. Juli 1887 wurde Christian Felix Ackens vom Männerchor Concordia Aachen ein Grabdenkmal mit einer Höhe von über sechs Metern auf dem katholischen Kirchhof errichtet. Das Denkmal wurde vom Bildhauer Reiner aus Burtscheid angefertigt. Die Aachener Zeitung schreibt in ihrer Ausgabe vom 19. März 1886 über Ackens: „[…] wenn je einer für Verbesserungen auf musikalischem Gebiete gesorgt hat in hiesiger Stadt, war es der Verstorbene.“

## Werke (Auswahl)

### Aufsätze
Ackens schrieb zu musikalischen Themen Aufsätze in der Niederrheinischen Musikzeitung.
- Zur Kirchenmusik-Frage. In: Niederrheinische Musik-Zeitung, 11. April 1863, S. 1.[22]

### Vokalwerke
- Das Hindumädchen op. 3 „Das schönste Schiff auf Aquitaniens Fluten“, Romanze nach dem Französischen von C. Brassard für Mezzosopran oder Bariton und Klavier, publiziert bei Siegel in Leipzig
- Drei Lieder für Tenor oder Mezzosopran op.5 I Der Hirt auf der Alp II Des Schiffers Klage III An die Lerche OCLC 254625182
- Drei Lieder für vierstimmigen Männerchor op. 14
  - Wiegenlied. „Die Zeitlos und die Tulpe nickt“
  - Der Wein. „Geriete heuer doch der Wein“
  - An den Mond. „Geuss lieber Mond“
- Messe für Männerstimmen, aufgeführt zum fünfundzwanzigjährigen Jubiläum des Männergesangvereins Concordia im Aachener Münster am 20. November 1864
- Deutsche Litanei, für vierstimmigen gemischten Chor und Orgel, RISM ID: 1001109390
- Das Blümchen, Text: C. Brassard, für eine Alt- oder Baritonstimme mit Begleitung des Claviers und der Guitarre von C.F. Ackens OCLC 314491685 (Digitalisat der Universitätsbibliotheke der Eberhard-Karls-Universität Tübingen)
- Der Frühling erwacht!. Incipit: „Wie säuseln die Lüfte“, Text: J. P. Bollig, verlegt bei Leuckart in Leipzig

- Ständchen, Incipit: „Still, sie schläft“, für Männerchor, Text: Stephan Schütze, RISM ID: 250003037
- O komm Emanuel, Aachen, 1841. alternativer Titel: O holdes Kind Emanuel, eingespielt von der Stolberger Sing- und Spielgemeinschaft e.V. auf der LP Weihnachten mit der Stolberger Sing- und Spielgemeinschaft, 1976[23]
- Weihelied, Text: C. Brassard für Soloquartett und Männerchor